# 包乾
包乾（1535年—？），字元夫，號健所，沔陽州人，湖廣承天府沔陽衛軍籍，明朝政治人物。

## 生平
嘉靖四十三年（1564年）甲子科湖廣鄉試第七十六名舉人。四十四年（1565年）联捷乙丑科會試第三百三十二名，三甲第二百零四名進士。刑部观政，本年十二月授行人，出使蜀藩，隆慶二年（1568年）九月升户部主事，督理淮安漕运，四年九月养病，丁父憂歸，卒于家。

## 家族
曾祖包仲賢；祖父包通；父包德容，封行人；母嚴氏。弟蒙、颐、坤、升、观、節、萃。